# Rinaldo Arnaldi
Rinaldo Arnaldi (Dueville, 19 giugno 1914 – Barenthal, 6 settembre 1944) è stato un militare e partigiano italiano, Medaglia d'oro al valor militare alla memoria e annoverato tra i giusti tra le nazioni per la sua azione a favore degli ebrei durante l’Olocausto.

## Biografia
Nato a Dueville (provincia di Vicenza) nel 1914, si laureò in economia e commercio e in scienze politiche.
Sergente dei carristi a Vicenza, dopo l'Armistizio di Cassibile si nascose e con altri compagni si aggregò e si fece promotore delle prime formazioni partigiane sull'Altopiano di Asiago, che costituirono poi la Brigata "Mazzini" di cui divenne comandante, della Divisione Alpina Monte Ortigara comandata da Giacomo Chilesotti suo carissimo amico.
Si impegnò attivamente in pericolose spedizioni in Svizzera aiutato dalla sorella Mary, morta nel 2016, da Gino Soldà e con l'aiuto di don Antonio Frigo e Torquato Fraccon, per aiutare gli ebrei fuggiaschi.
Fu ucciso durante uno scontro a fuoco con il nemico assieme ad altri 22 partigiani a Granezza, sull'altipiano di Asiago.
Il 3º battaglione della brigata "Mazzini" prende il suo nome dopo la morte.
In alcuni comuni della provincia di Vicenza, strade e piazze sono state intitolate a Rinaldo Arnaldi. Per l'attività a favore degli ebrei perseguitati è stato insignito del titolo "Giusto fra le Nazioni". Lo scontro in cui Arnaldi e i suoi partigiani caddero combattendo è stato ricostruito in un documentario sulla storia di Thiene (Vicenza), girato nel 2003 da Dennis Dellai, dal titolo Così eravamo.

## Onorificenze
Sergente - Carristi - Partigiano combattente

### Riconoscimenti
- Giusto tra le nazioni (Dossier 1113)